# Lusväppling
 Lusväppling (Desmodium canadense) är en ärtväxtart som först beskrevs av Carl von Linné, och fick sitt nu gällande namn av Augustin Pyrame de Candolle. Den ingår i släktet Desmodium och familjen ärtväxter. Inga underarter finns listade i Catalogue of Life.
Lusväppling härstammar från Nordamerika (södra Kanada och nordöstra USA), men odlas som prydnadsväxt i andra delar av världen.